# Woodside Energy
Woodside Energy Group — австралийская нефтегазовая компания, специализирующаяся на производстве и экспорте сжиженного природного газа. Woodside является публичной компанией, акции которой торгуются на бирже ASX. Штаб-квартира располагается в здании «Вудсайд-Плаза» (англ. Woodside Plaza) в городе Перт, Западная Австралия.
В списке крупнейших компаний мира Forbes Global 2000 за 2022 год заняла 786-е место (1621-е по размеру выручки, 568-е по чистой прибыли, 1230-е по активам и 773-е по рыночной капитализации).

## История
Компания была основана в 1954 году, как Woodside (Lakes Entrance) Oil Co NL. «Вудсайд» (англ. Woodside) — название австралийского города в штате Виктория, расположенного недалеко от района, в котором компания начинала разведку нефтяных месторождений.
В течение десяти лет Woodside безуспешно вела поиски нефти на территории штата Виктория и в его прибрежных районах. В 1963 году компания получила права на разведку большой прибрежной территории в серо-западной части Австралии, в настоящее время данный район известен как Северо-Западный шельф (англ. North West Shelf). Результатом бурения поисковых скважин стало открытие крупных нефтяных и газовых месторождений, включая Тороса (англ. Torosa), Норт-Ранкин (англ. North Rankin) и Ангел (англ. Angel) в 1971 году, Гудвин (англ. Goodwyn) в 1972 году. Эти месторождения содержали около 1,4 трлн м³ природного газа, что явилось основанием для организации самого дорогого австралийского проекта Северо-Западного шельфа (англ. North West Shelf Venture), стоимостью 19 млрд австралийских долларов.
Согласно сообщению норвежского Интернет-портала Апстрим-онлайн (англ. Upstreamonline.com) от 4 марта 2008 года компания Woodside Petroleum подписала с тайваньской компанией CPC Corporation контракт, который стал самой большой единичной сделкой в истории Австралии. Об этом сообщил Саймон Крин (англ. Simon Crean), австралийский министр торговли. Контракт предусматривает поставки от 2 до 3 млн тонн СПГ в год на протяжении от 15 до 20 лет. Доход Австралии, таким образом, может составить от 32,6 до 42 млрд американских долларов.
В ноябре 2021 года было достигнуто соглашение о слиянии Woodside с нефтегазовым подразделением BHP. Слияние состоялось в мае 2022 года, название компании было изменено на Woodside Energy Group.

## Деятельность
В Австралии Woodside разрабатывает месторождения Северо-Западного шельфа (англ. North West Shelf Venture), который включает в себя целый ряд газовых и газоконденсатных месторождений, включая Гудвин (англ. Goodwyn) и Норт-Ренкин (англ. North Rankin). От месторождений газ поступает по газопроводу в прибрежный город Каррата (англ. Karratha), Западная Австралия, на завод по производству сжиженного природного газа (СПГ) или в газопроводы, для транспортировки в другие районы страны. Права на разработку нефтяных месторождений в этом районе Woodside продала ExxonMobil.
Woodside является основным владелецем и оператором разработки шельфовых нефтяных месторождений Энфилд (англ. Enfield) около города Эксмоут (англ. Exmouth) Западная Австралия и Леминариа-Коралина (англ. Laminaria-Corallina) в северной Австралии, а также шельфовых газовых месторождений Тиласин (англ. Thylacine) и Географ (англ. Geographe) в южной Австралии. Кроме этого компания участвует в проектах в Мьянме, Сенегале и Канаде.
Woodside Petroleum входит в десятку крупнейших компаний Австралии. В районе Северо-Западного шельфа производится 40 процентов австралийской нефти и газа.
За 2021 год было добыто 111,6 млн баррелей углеводородов, из них 17,9 млн баррелей пришлось на нефть (среднесуточный уровень добычи — 306 тыс. баррелей в нефтяном эквиваленте). Доказанные запасы на конец года составляли 1,592 млрд баррелей, из них 89 % приходилось на природный газ, 60 % — на месторождение Скарборо (англ. Scarborough gas field), которое пока не разрабатывается.
Основным рынком сбыта продукции является Азия — 6 млрд из 7 млрд долларов выручки в 2021 году.
|                     | 2012  | 2013  | 2014  | 2015  | 2016  | 2017  | 2018  | 2019  | 2020   | 2021  |
| ------------------- | ----- | ----- | ----- | ----- | ----- | ----- | ----- | ----- | ------ | ----- |
| Оборот              | 6,348 | 5,926 | 7,435 | 5,030 | 4,075 | 3,975 | 5,240 | 4,873 | 3,600  | 6,961 |
| Чистая прибыль      | 2,983 | 1,749 | 2,414 | 0,026 | 0,868 | 1,069 | 1,364 | 0,343 | -4,028 | 1,983 |
| Активы              | 24,81 | 23,77 | 24,08 | 23,84 | 24,75 | 25,40 | 27,09 | 29,35 | 24,62  | 26,47 |
| Собственный капитал | 15,15 | 15,23 | 15,88 | 14,23 | 14,84 | 15,08 | 17,49 | 16,62 | 12,08  | 13,44 |